# انجمن انسان‌گرای بریتانیایی
انجمن انسان‌گرای بریتانیایی (به انگلیسی: The British Humanist Association (BHA)) سازمانی در بریتانیا است که به ترویج انسان‌گرایی سکولار می‌پردازد، و بنا به گفته سازمان، «نماینده افرادی است که به دنبال زندگی خوب بدون توسل به دین یا عقاید خرافی» هستند. BHA متعد به ارزش‌های سکولاریسم، حقوق بشر، دموکراسی، مساوات و احترام متقابل است. این سازمان حامی جامعه‌ای باز و فراگیر با آزادی عقیده و بیان، پایان یافتن موقعیت برتر برای دین در قانون، آموزش، رادیو و تلویزیون و هر جای دیگر است.
انجمن انسان‌گرای آمریکا، ارائه‌دهندهٔ مراسم اومانیستی و غیرمذهبی در انگلستان و لز است، و دارای شبکه ملی فعالی از برگزارکننده‌های این گونه مراسم است. این شبکه، امکاناتی چون جشن عروسی انسان‌گرا، مشارکت مدنی، نام‌گذاری نوزاد و مراسم سوگ انسان‌گرا ارائه می‌کند.
نماد سازمان، برگرفته از نماد جهانی انسان شاد است، که خود علامت تجاری BHA با مجوز استفاده آزاد برای دیگر سازمان‌های انسان‌گرا است. این سازمان عضو اتحادیه جهانی انسان‌گرا و اخلاق‌گرا، فدراسیون انسان‌گرای اروپا و چند سازمان جهانی دیگر است. این سازمان در بریتانیا بیش از ۲۸۰۰۰ عضو دارد.
این سازمان، کمپین‌های بسیاری را سازماندهی کرده‌است؛ از جمله کمپین اتوبوس بی‌خدا.

## برخی اعضای برجسته

### رئیس‌های سازمان
- پالی توینبی رئیس سازمان از (۲۰۰۷–۲۰۱۳)
- ادموند لیچ رئیس سازمان (۱۹۷۰–۱۹۷۲)
- جولین هاکسلی رئیس سازمان (۱۹۶۳–۱۹۶۵)

### معاونان رئیس سازمان
- استاد سیمون بلک‌برن
- استاد ریچارد داوکینز
- استاد ای. سی. گریلینگ

## حامیان برجسته
افراد بسیاری حامی فعالیت‌های انجمن انسان‌گرای بریتانیایی بوده‌اند برخی از آنها از این قرارند:
- آرتور سی. کلارک
- آنیش کاپور
- استیفن فرای
- ای. سی. گریلینگ
- ایان مک‌یوون
- برایان کاکس (فیزیک‌دان)
- پاتریک استوارت
- پالی توینبی
- تری پرچت
- تیم مینچین
- جاناتان میلر
- راجر پنروز
- سلمان رشدی
- سوزان بلک‌مور
- شاپی خرسندی
- فیلیپ پولمن
- مایک لی (کارگردان)
- هارولد کروتو